# Kari Sallinen
Kari Juhani Sallinen (* 24. September 1959 in Helsinki) ist ein ehemaliger finnischer Orientierungsläufer und Weltmeister von 1985.
Bereits 1981 nahm Sallinen bei Weltmeisterschaften teil und konnte mit der finnischen Staffel die Bronzemedaille gewinnen. In der Einzelkonkurrenz erreichte er den fünften Rang. 1983 wurde Sallinen im ungarischen Zalaegerszeg erneut Fünfter. Bei der Weltmeisterschaft 1985 in Australien gewann Sallinen schließlich den Weltmeistertitel. Auf den Norweger Tore Sagvolden, der Vizeweltmeister von 1981, hatte Sallinen fast zwei Minuten Vorsprung.
1982, 1983 und 1986 wurde Sallinen finnischer Meister im Klassikwettbewerb. Außerdem gewann er 1982 die nationale Meisterschaft im Nacht-Orientierungslauf, 1987 die Meisterschaft auf der Langdistanz. 1989 wurde er mit der Staffel des Vereins Hiidenkiertäjät finnischer Meister im Staffellauf. Mit diesem Verein gewann er auch 1987 als Schlussläufer die Jukola.
Neben den Hiidenkiertäjät gehörte er während seiner Karriere auch dem Verein Matinkylän Akilles an. Seine Mutter Raili Sallinen (geborene Hyvärinen) war 1975 Staffel-Weltmeisterin im Ski-Orientierungslauf.

## Platzierungen
Bei Weltmeisterschaften:
| Weltmeisterschaften | Einzel | Staffel |
| ------------------- | ------ | ------- |
| 1981 Thun           | 5.     | 3.      |
| 1983 Zalaegerszeg   | 5.     | 7.      |
| 1985 Bendigo        | 1.     | 5.      |
| 1987 Gerardmer      | 9.     | 4.      |

1988 beendete er den Gesamt-Weltcup auf dem sechsten Platz.